# 奔驰GLE
梅賽德斯M系列是一款中型豪华五門跨界休旅车，2014年后改称为賓士GLE系列，该车系另有油电版、GLE Coupe以及ML-Guard防弹车款。